# 妖精たちの森
『妖精たちの森』（ようせいたち の もり、英: The Nightcomers）は、マイケル・ウィナーが監督し、マーロン・ブランド、ステファニー・ビーチャム、ゾーラ・ハード、ハリー・アンドリュース、アンナ・パルクが出演した1971年のイギリスのホラー映画。ヘンリー・ジェイムズの小説『ねじの回転』の前日談である。『ねじの回転』自体は1961年に『回転』で既に映画化されている。映画の舞台となるマナー・ハウスは、ケンブリッジシャーソーストンにある16世紀チューダー様式のマナー・ハウス、ソーストン・ホールである。

## ストーリー
最近孤児になったフローラとマイルズの兄妹は、新しい後見人（ハリー・アンドリュース）に見捨てられ、家政婦のグロース夫人（ゾーラ・ハード）、ガヴァネス（女性家庭教師）のミス・ジェスル（ステファニー・ビーチャム）、庭師のピーター・クイント（マーロン・ブランド）が世話を任せられた。この3人の大人と一緒に、子供たちは広大な田舎の邸宅で孤立した生活を送っている。子供たちはピーター・クイントの多岐にわたる知識と魅力的な物語、子供たちを積極的に楽しませようとする姿勢に特に魅了されていた。この囚われの兄妹に、クイントは愛と死に関する彼の奇妙な哲学を説く。ガヴァネスのミス・ジェスルもピーターの魔法にかかり、反発しながらもサドマゾヒスティックな恋愛にのめり込んでいく。フローラとマイルズは2人の関係に魅了され、彼らがグロース夫人の妨害から逃れるのを助ける。
子供たちはクイントとジェスルの暴力的な営みを盗み見て、ボンデージを含め見たままを模倣し、興奮したマイルズはフローラを建物から押し出して殺しそうになった。グロース夫人はクイントとジェスルを解雇するため、不在である家の主人に手紙を書くことにした。子供たちはこれに苦悩し、別離を防ぐために自分たちの手で問題を解決しようとする。愛は憎しみであり、人々が真に団結できるのは死の中でのみだというクイントの主張に基づき、子供たちはジェスルが約束通り現れないクイントを待っているボートに穴を穿ち、泳げない彼女を殺害する。クイントは水中にあるジェスルの遺体を見つけたが、悲しむ間も無くマイルズに弓矢で射殺された。映画は『ねじの回転』に登場する新しいガヴァネスの到着で幕を閉じる。

## キャスト
| 役名               | 俳優                     | 日本語吹替                     |
| 役名               | 俳優                     | 東京12ch版                     |
| ------------------ | ------------------------ | ------------------------------ |
| ピーター・クイント | マーロン・ブランド       | 川合伸旺                       |
| ミス・ジェスル     | ステファニー・ビーチャム | 小谷野美智子                   |
| グロース夫人       | ゾーラ・ハード           | 京田尚子                       |
| 屋敷の主人         | ハリー・アンドリュース   | 千葉耕市                       |
| フローラ           | ヴァーナ・ハーヴェイ     | 岡本茉利                       |
| マイルズ           | クリストファー・エリス   | 平井道子                       |
| 新しいガヴァネス   | アンナ・パルク           |                                |
| 不明 その他        | N/A                      | 藤本譲                         |
| 日本語スタッフ     |                          |                                |
| 演出               |                          |                                |
| 翻訳               |                          |                                |
| 効果               |                          |                                |
| 調整               |                          |                                |
| 制作               |                          |                                |
| 解説               | 解説                     | 南俊子                         |
| 初回放送           | 初回放送                 | 1975年10月9日 『木曜洋画劇場』 |

## 小説との相違
映画に登場する子供たちは、ヘンリー・ジェイムズの小説よりも数歳年上として描かれている。レビュアーのブライアン・ホルコムは、この理由を映画の性的な性質と作中で果たす役割のためと見ている（実際、ヴァーナ・ハーヴェイは当時19歳であった）。

## 製作
この映画は、マイケル・ヘイスティングスによるオリジナルの脚本に基づいている。 彼は『ねじの回転』の始まりを起点として時間軸を逆方向に展開した。彼は2人の主人公を「奇妙なエロティシズムに基づいて」「もっともらしく」描きたかったと言っている。
ブランドのキャスティングは1970年11月に発表され、撮影は1971年2月から3月にかけて行われた。

## 公開
1971年8月30日の第32回ヴェネツィア国際映画祭で上映された。

## 反響

### 批評
この映画はさまざまなレビューを受けた。ブランドはBAFTA賞の最優秀男優賞にノミネートされたが、最近の聴衆は彼の戯画的なアイルランド訛りを批判している。本作はRotten Tomatoesで批評家から57%の評価を得ている。
批評家によっては小説が明かしていく筈の、小説以前に起こったことを描写するという映画の前提に異議を唱えた。トム・ミルンは『妖精たちの森』について非常に否定的な見方をしており、「ヘンリー・ジェイムスの幽霊がウォーダー・ストリートに出没するのは、憤慨に値するレベルの映画」と評している。またミルンはヘイスティングスの脚本を批判し、彼の書く科白は「ロンドン下町訛りのナニーが精一杯上品ぶっているかのように恥ずかしげに聞こえる」と書いた。レナード・マルティンは、原作に先行する出来事を記録しようという映画の試みを台無しにしたとして、ウィナーの「不出来な演出」を非難した。

### 興行収入
この映画は興行収入において、商業的には失敗に終った。マイケル・ウィナーは「利益を上げたのはセックスと暴力だけだった」と主張して、『妖精たちの森』の商業的失敗を正当化し、この作品は主にセックスと暴力のためだけに記憶に残ったと結論づけた。但し、この主張は性的自由を謳歌した1970年代という時代背景を無視している。